# Panchlora regalis
Panchlora regalis är en kackerlacksart som beskrevs av Morgan Hebard 1926. Panchlora regalis ingår i släktet Panchlora och familjen jättekackerlackor. Inga underarter finns listade i Catalogue of Life.